# ヘインギットル
ヘインギットル  (氷: Hengill、[hɛɪŋcɪtl̥]、人名に由来する地名) はアイスランド島の南西部にある火山。シンクヴェトリルの南にあり、火山体の部分はおおよそ100 km² に広がっている。

## 概要
ヘインギットルは現在も活火山であり、周囲には温泉や噴気孔が多数あるが、噴火は約2000年前の痕跡が最後のものであろうと推測されている。
ヘインギットルの近辺では、シンクヴァトラヴァトン湖の西岸の近くにはネーシャヴェトリル発電所 が、その11kmほど南にはヘトリスヘイジ発電所があってアイスランド島南部へ電力を供給しており、ヘインギットルは重要なエネルギー源となっている。どちらもレイキャヴィーク・エネルギー社が運営している。
ヘインギットルの近辺には、温泉も多いこともあり、ハイキングのコースが多い。温泉がいくつかある小さな村クヴェラゲルジもこの地域である。

## 伝承
この地にまつわるサガおよびその他の伝承もある。その中には、ディラフィヨットル (Dyrafjöll) の山中の道で、正直な放浪者（あるいは馬飼）たちを待っていた女トロールのヨラ(Jóra) が、若い農夫に殺された、と言うような話もある。

## ギャラリー

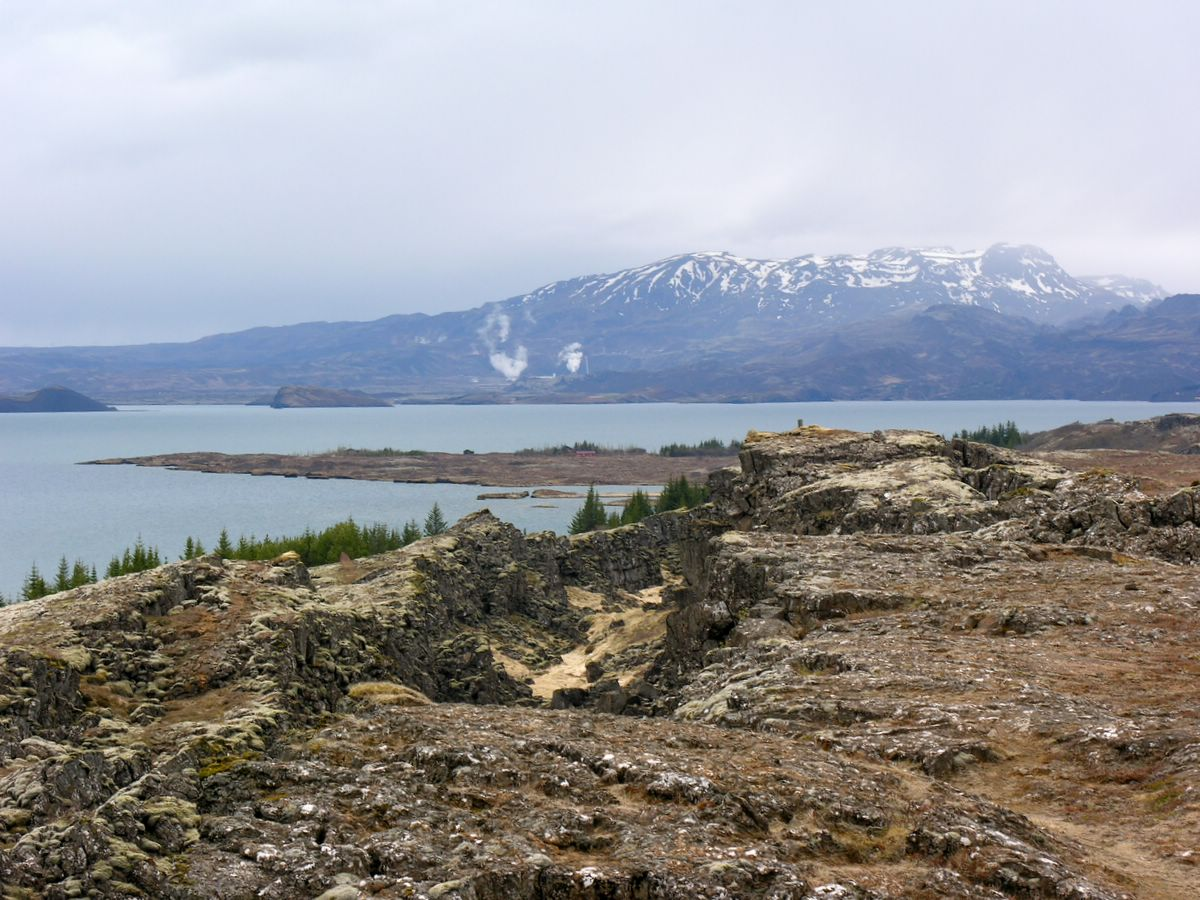
シングヴァトラヴァトンの向こうに見えるヘインギットル
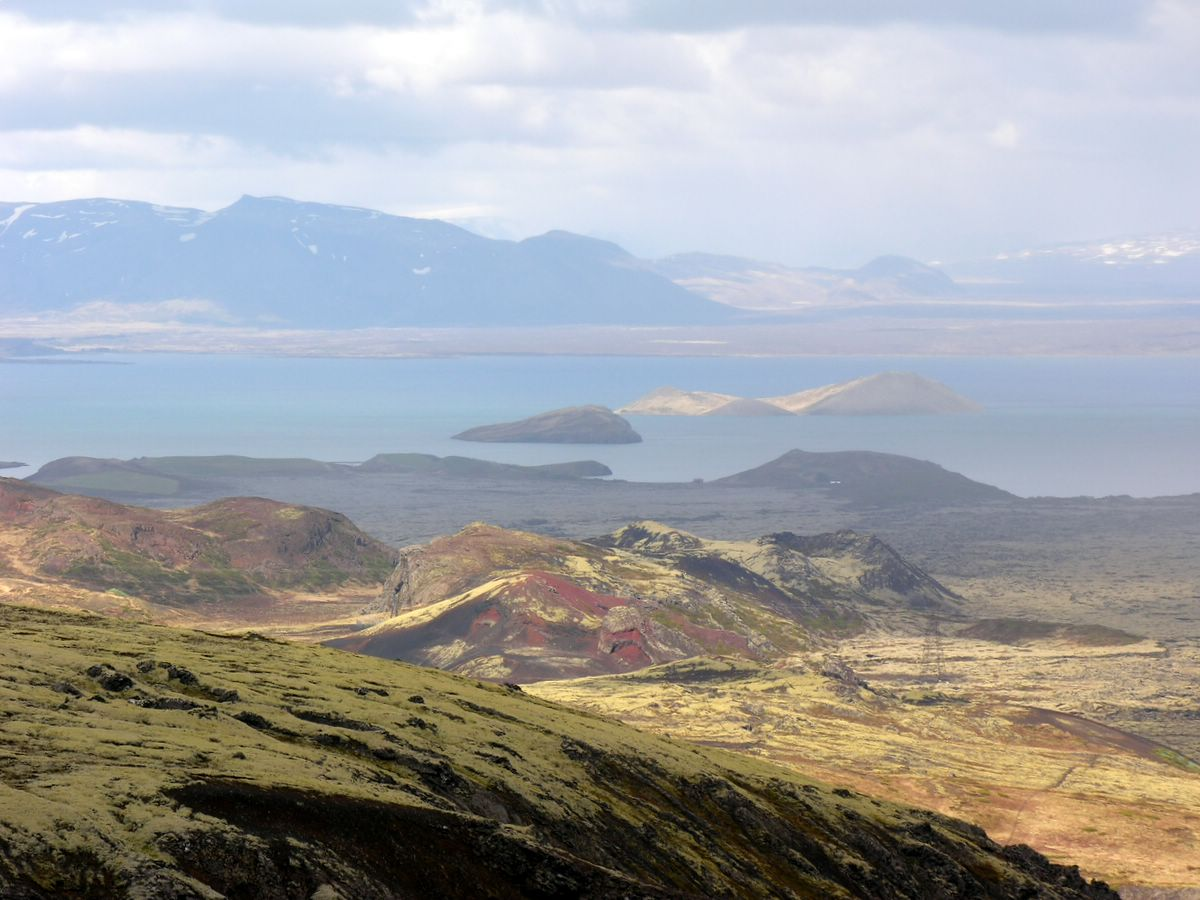
ヘインギットルの火口湖と、そこに浮かぶ島
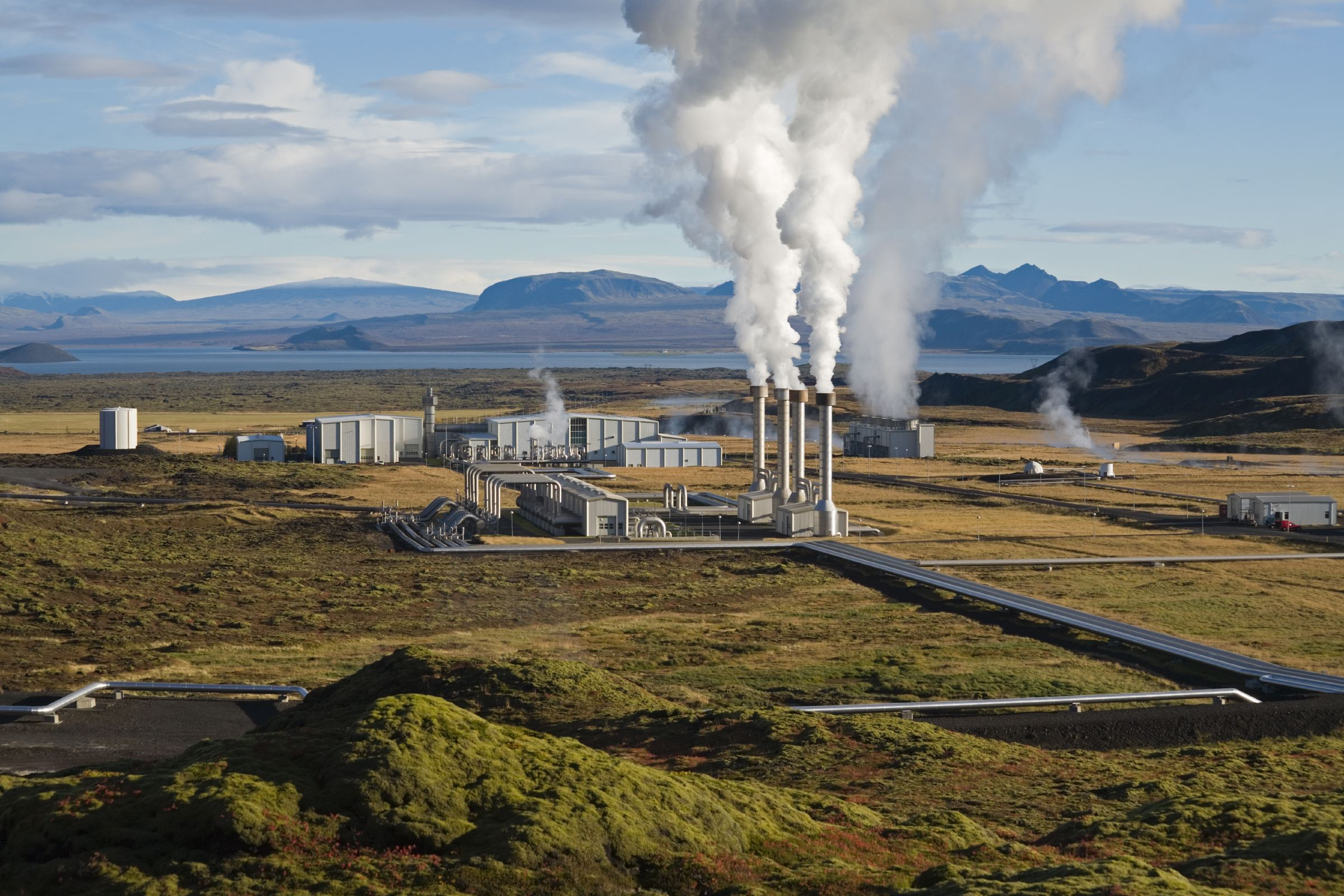
ネーシャヴェトリル発電所
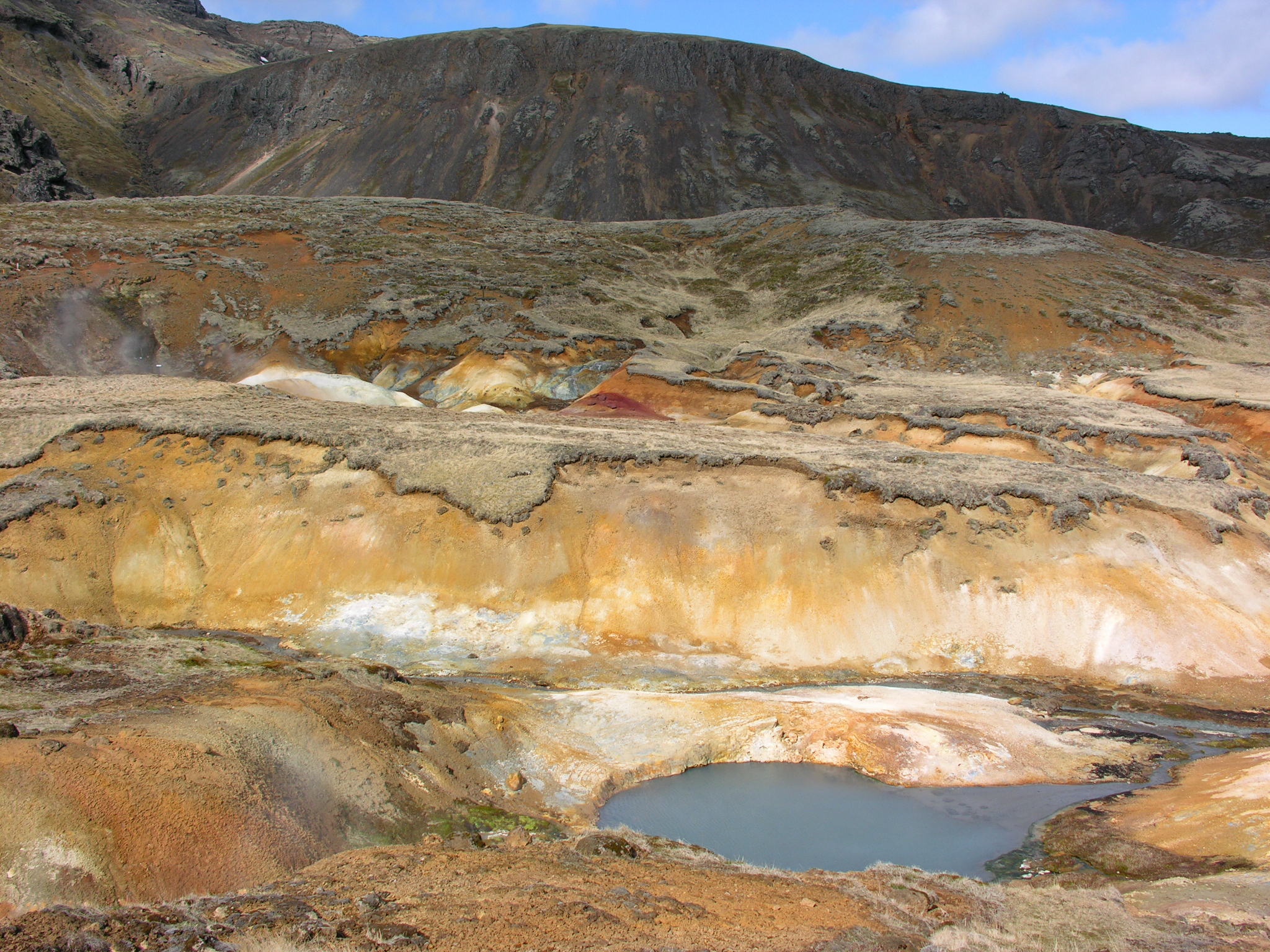
ヘインギットルの高温地帯
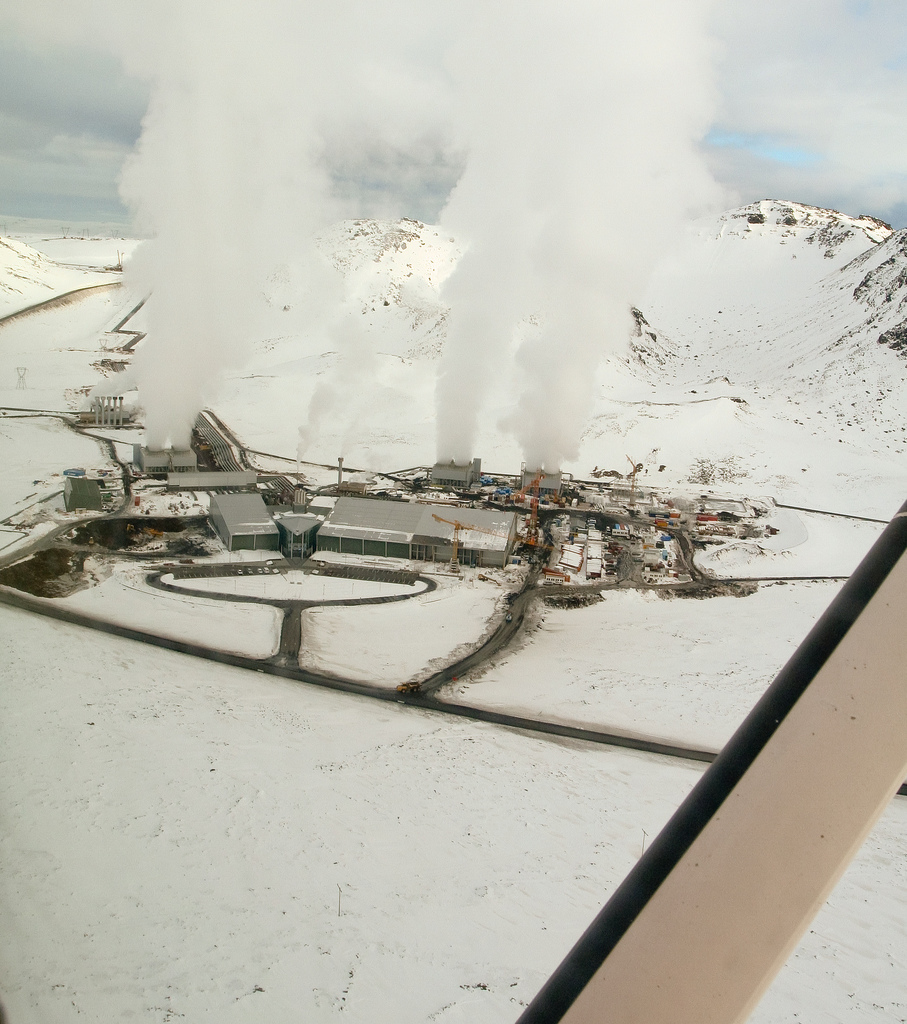
ヘトリスヘイジ発電所
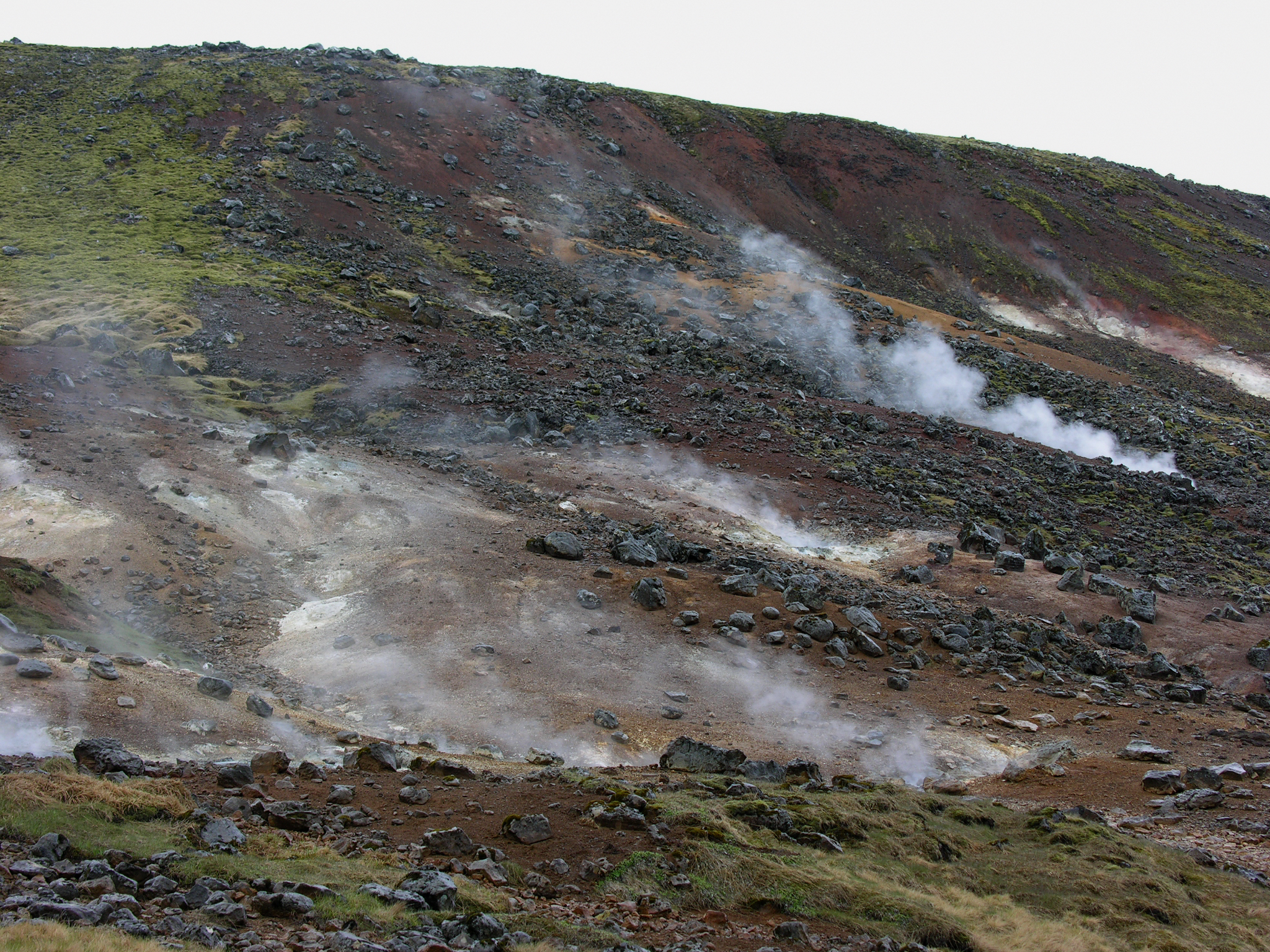
ヘインギットルの噴気孔群
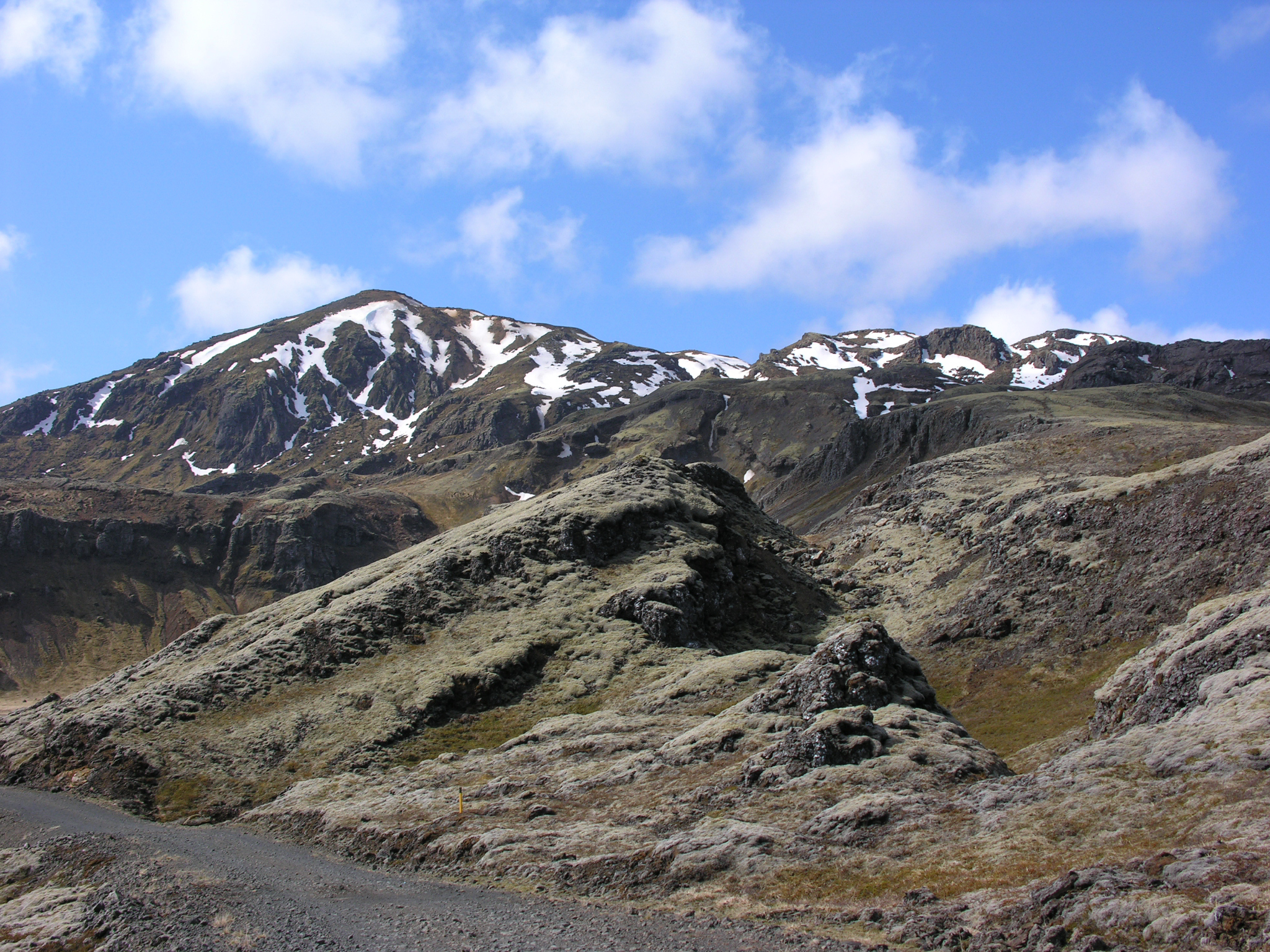
東から見たヘインギットル
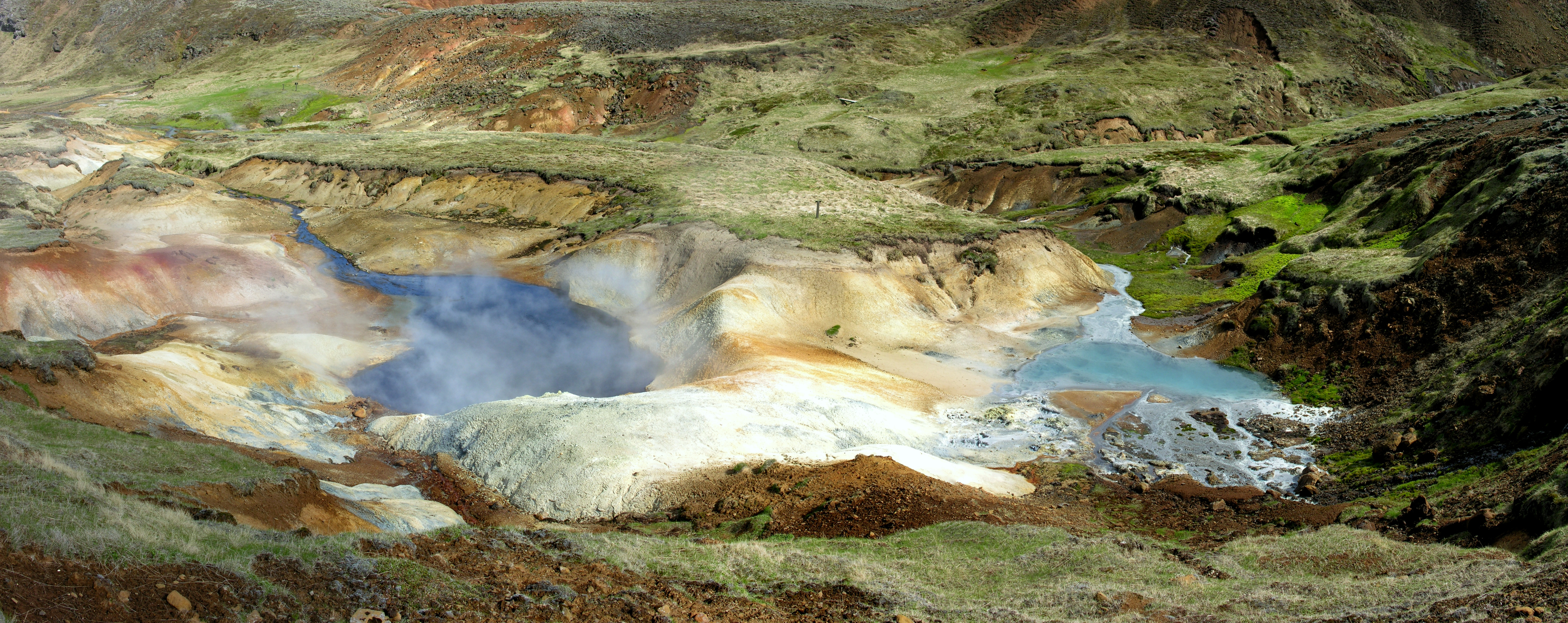
ネシャヴェトリルの温泉
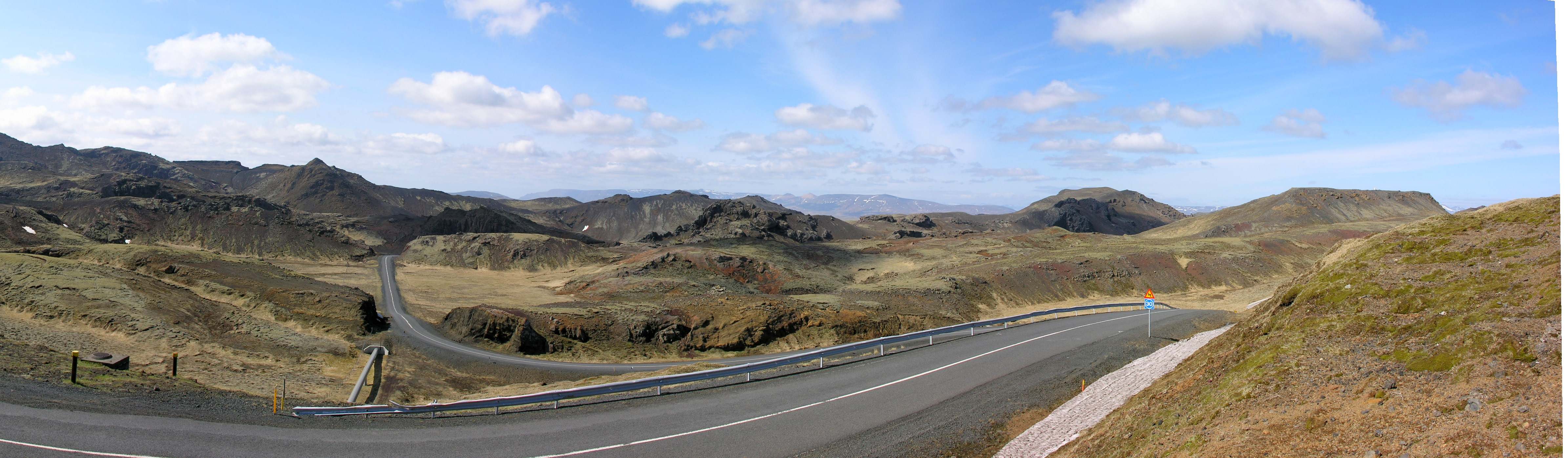
ネシャヴェトリル付近の435号線